# Webster (condado de Worcester)
Webster es un lugar designado por el censo ubicado en el condado de Worcester en el estado estadounidense de Massachusetts. En el Censo de 2010 tenía una población de 11.412 habitantes y una densidad poblacional de 1.447,03 personas por km².

## Geografía
Webster se encuentra ubicado en las coordenadas 42°2′42″N 71°52′35″O / 42.04500, -71.87639. Según la Oficina del Censo de los Estados Unidos, Webster tiene una superficie total de 7.89 km², de la cual 7.76 km² corresponden a tierra firme y (1.54%) 0.12 km² es agua.

## Demografía
Según el censo de 2010, había 11.412 personas residiendo en Webster. La densidad de población era de 1.447,03 hab./km². De los 11.412 habitantes, Webster estaba compuesto por el 89.12% blancos, el 3.84% eran afroamericanos, el 0.36% eran amerindios, el 1.01% eran asiáticos, el 0% eran isleños del Pacífico, el 3.07% eran de otras razas y el 2.61% pertenecían a dos o más razas. Del total de la población el 8.87% eran hispanos o latinos de cualquier raza.